# Loungo Matlhaku
Loungo Matlhaku, née le 24 mars 1995 à Khakhea, est une athlète botswanaise.

## Carrière
Aux Championnats d'Afrique juniors d'athlétisme 2011 à Gaborone, la Botswanaise est médaillée d'argent du 100 mètres et médaillée de bronze du relais 4 × 100 mètres. Elle remporte la médaille de bronze du 200 mètres aux Championnats d'Afrique juniors d'athlétisme 2013 à Bambous.
Elle est médaillée de bronze du relais 4 × 400 mètres aux Championnats d'Afrique d'athlétisme 2014 à Marrakech et aux Jeux du Commonwealth de 2018 à Gold Coast.